# Solonțeve, Djankoi
Solonțeve (în ucraineană Солонцеве) este un sat în comuna Zavito-Leninskîi din raionul Djankoi, Republica Autonomă Crimeea, Ucraina.

## Demografie
Componența lingvistică a localității Solonțeve
     Rusă (50,54%)
     Tătară crimeeană (42,39%)
     Ucraineană (5,71%)
     Alte limbi (0,81%)
Conform recensământului din 2001, majoritatea populației localității Solonțeve era vorbitoare de rusă (50,54%), existând în minoritate și vorbitori de tătară crimeeană (42,39%) și ucraineană (5,71%).